# Санда Тома (веслувальниця)
Санда Тома (24 лютого 1956) — румунська академічна веслувальниця.
Олімпійська чемпіонка 1980 року в одиночці.
Чемпіонка світу 1979, 1981 років в одиночці.